# 通济桥 (婺源县)
通济桥，又名思溪桥，是一座廊桥，位于江西省上饶市婺源县（旧属安徽省徽州府）思口镇思溪村村口。
通济桥建于明代，位于村口泗水之上，长22米，宽3.8米。桥上廊亭为八开间木结构青瓦顶，构图呈简洁的方形，没有雕饰，两侧设有桥栏靠凳，为村民聚会场所。
通济桥已作为思溪村古建群的子项目，列为婺源县文物保护单位。思溪桥已列为上饶市文物保护单位。